# مزرعه مولوی
مزرعه مولوی یک منطقهٔ مسکونی در ایران است که در دهستان برخوار غربی واقع شده‌است. مزرعه مولوی ۱۹ نفر جمعیت دارد.